# 向田邦子
向田 邦子（むこうだ くにこ、1929年〈昭和4年〉11月28日 - 1981年〈昭和56年〉8月22日）は、日本のテレビドラマ脚本家、エッセイスト、小説家。第83回直木賞を受賞。
週刊誌のトップ屋時代は幸田 邦子名義で執筆していた。共同ペンネーム「葉村彰子」の一員でもある。
父親の転勤で全国を転々とするが、本人は鹿児島時代が文学の原点と語った。実践女専国語科を卒業後、映画雑誌の記者を経て、ラジオ・テレビの台本・脚本を書く。『七人の孫』『寺内貫太郎一家』等、自分の実感をもとに庶民の生活を温かくかつその暗部をも描いて「ホームドラマの旗手」といわれた。
1980年短編連作『花の名前』『かわうそ』『犬小屋』（後に作品集『思い出トランプ』に収録）で直木賞を受賞した。

## 略歴

編集者時代の向田邦子

1929年（昭和4年）、東京府荏原郡世田ヶ谷町若林（現在の東京都世田谷区若林）に生まれる。父親は石川県七尾市能登島出身で、高等小学校卒業後に第一徴兵保険（東邦生命保険を経て、現在のジブラルタ生命保険）に給仕として入社し、たたき上げで幹部社員にまで登りつめた苦労人。父が転勤族であったため一歳で宇都宮に転居したのを初めとして、幼少時から高等女学校時代まで日本全国を転々としながら育つ。高松市立四番丁小学校（香川県）、東京都立目黒高等女学校、実践女子専門学校（現在の実践女子大学）国語科を卒業した。
新卒で財政文化社に入社し、社長秘書として勤める。その後雄鶏社に転職し、「映画ストーリー」編集部に配属され、映画雑誌編集者として過ごす。そのころ市川三郎の元で脚本を学び、シナリオライターを目指した。雄鶏社を退社した後は脚本家、エッセイスト、小説家として活動する。
ホームドラマ作品の脚本家として現在も知名度は高く、『時間ですよ』『寺内貫太郎一家』『阿修羅のごとく』といった人気作品を数多く送り出した。1970年代には倉本聰・山田太一と並んで「シナリオライター御三家」と呼ばれた。
1981年（昭和56年）8月22日、台湾への取材旅行中、苗栗県三義郷で発生した遠東航空機墜落事故で死去。51歳没。
法名は、芳章院釋清邦大姉。墓所は東京都府中市の多磨霊園。墓碑銘は森繁久彌による「花ひらき、はな香る、花こぼれ、なほ薫る　久彌」。遺品はかごしま近代文学館に寄贈され、常設展示されている。寄贈を決めた時の母・せいの言葉は「鹿児島に嫁入りさせよう」であった。

## エピソード
- 小学生のころには、父の赴任にともない鹿児島県鹿児島市の鹿児島市立山下小学校で数年を過ごした。この多感な時期に鹿児島の温暖な気候や地元の風習、文化、食べ物、家族や先生、同級生との間に様々な体験をし、忘れ得ない思い出として、代表作エッセイ『父の詫び状』に詳しく綴っている。なお、この作品のモチーフは、鹿児島時代の家族団欒であると言われている[誰によって?]。飛行機事故の直前には、雑誌の企画で鹿児島を訪問し、「故郷の山や河を持たない東京生れの私にとって、鹿児島はなつかしい「故郷もどき」なのであろう」と締めくくっている。
- 戦後の混乱期には、一家は父の度重なる転勤により仙台に居を構えていた。最初の社宅は、現在の住居表示で仙台市青葉区国分町二丁目（現在は仙台市都心部の歓楽街だが、当時はオフィス街の裏道）、後に同市同区大手町（旧・琵琶首丁。広瀬川沿いの住宅地）に引っ越した。邦子は実践女子への通学のため、東京・麻布市兵衛町の母方の祖父母宅に下宿し、夏冬の休みだけ仙台に帰省していた。「当時は東京が極度の食糧不足にあえいでいたが、仙台は別天地のように豊かであった」と語っている。1950年に父親が東京本社勤務となり、杉並区久我山の社宅に住み、邦子もまた両親と一緒に暮らし、定年退職の後は杉並区天沼に転居する[3]。
- 雄鶏社という出版社に就職したばかりのころは、黒いニットのトップスに黒いロングスカートという服装が多かったため、同僚からは「黒ちゃん」と呼ばれていた。後に妹の向田和子が自著の文中で「その黒いロングスカート姿で仙台へ帰省してきた姉が、当時は黒い服を礼服以外の目的で着ていた人が少なかったこともあり、町へ出るととても目立った」と当時を回想している。
- 洋裁が得意であり、一時はコートまで仕立てていた。戦中から戦後の物資の乏しい時期には弟妹たちの手袋、マフラーも手編みで用意し、2人の妹にはセーラー服まで作った。生地の入手自体が困難だったため、古着を仕立て直すなど工夫していた。
- 愛猫家としても知られ、実家暮らしのころから亡くなるまで、常に複数の猫を飼っていた。その中でもコラット種のオス「マミオ」はタイ旅行した際に一目惚れした種であり、エッセイにも度々登場させている。邦子の没後は、母・せいと妹・和子が引き取り、16歳で癌によって死ぬまで愛育していた。
- 赤旗新聞の愛読者であることを自ら明かした[6]。
- 精力的に海外旅行をしていたが、実は飛行機嫌いであった。1981年5月に「ヒコーキ」（『霊長類ヒト科動物図鑑』）というエッセイで、「私はいまでも離着陸のときは平静ではいられない」と書き、あまり片付けて出発すると「やっぱりムシが知らせたんだね」などと言われそうで、縁起を担いで汚いままで旅行に出ると述懐していた。しかしながら、験担ぎも虚しくこの僅か3か月後には飛行機事故で命を落とすこととなった。
- 当時珍しかった留守番電話を早い時期に導入していた。機械に慣れない人々が面白いメッセージを多く残したが、中でも秀逸は黒柳徹子で、一分/一通話のシステムでは足りなかったらしく、特有の早口で九通話連続で吹き込まれていたというものであった。しかし用件には全く触れられておらず「後で直に会って話すわね。」という滑稽な伝言であったため、消去せずに保存して来客に聞かせて、もてなしの一つとしていた。
- 幼少時より虫が大嫌いだった。虫偏の漢字も嫌いだったが、唯一「虹」だけは好きだった（『クイズダービー』でこのエピソードが出題された）。
- グルメとしても有名であった。料理も得意で自炊したが、著述活動の傍ら「女性が一人でも気軽に寄れるお店を作ろう」と、妹の和子と東京都港区赤坂で小料理屋「ままや」を開店した。「ままや」は邦子の没後も妹の和子によって営業が続けられたが、1998年（平成10年）に閉店した。その経緯は和子著の「かけがえのない贈り物」に詳しい。気取った食べ物が嫌いで、海外から帰宅して最初に作る料理は海苔弁当にしていたという。また、エッセイ『夜中の薔薇』に書いてある、レシピを自分好みに改変した常夜鍋（彼女の作り方では昆布を入れず、にんにくとしょうがを加える）が好物であったという。
- 手料理のレパートリーの1つであった「若布の油いため」をいしだあゆみに御馳走したところ、いたく気に入られたので、作り方を伝授したことがある[7]。
- 遅筆、乱筆で有名であり、切羽詰まると「四」の字を横棒4本で済ましたという逸話がある[8]。
- あまりの遅筆に痺れを切らした樹木希林が「話の筋だけ考えてくれたら、後は現場で何とかする」と電話を掛けて喧嘩になったことがある[9][10]。
- 現在（令和6年）では中学校の国語の教科書に、｢眠る盃｣から出典された｢字のない葉書｣が載っている[11]。
- 向田の命日となった8月22日は木槿忌と呼ばれるが、これは向田と親交があった山口瞳が、向田の死を受けて記した小説『木槿の花』で提唱された忌日である。
- 2021年時点で向田を二度演じた美村里江（ミムラ）は、向田のエッセイの方面で敬愛する人に挙げている[12]。また、爆笑問題の太田光も向田作品の愛読者である。

## 年表
- 1929年（昭和4年）11月28日、東京府荏原郡世田ヶ谷町若林で父・敏雄（1904 - 1969）、母・せい（1908 - 2008）の長女として出生。
- 1930年（昭和5年）4月、栃木県宇都宮市二条町に転居する[1]。
- 1934年（昭和9年）4月、栃木県宇都宮市西大寛町に転居する[1]。
- 1936年（昭和11年）4月、宇都宮市西原尋常小学校に入学[1]。7月22日、東京府東京市目黒区中目黒三丁目に転居する[1]。9月、二学期から目黒区立油面尋常小学校に転校[1]。
- 1937年（昭和12年）9月、東京府東京市目黒区下目黒四丁目に転居[1]。
- 1939年（昭和14年）1月、鹿児島県鹿児島市平之町に転居[1]。鹿児島市立山下尋常小学校に転校[1]。
- 1941年（昭和16年）4月、香川県高松市寿町1番地に転居[1]。高松市立四番丁国民学校に転校[1]。
- 1942年（昭和17年）3月、高松市立四番丁国民学校を卒業する[1]。4月、香川県立高松高等女学校に入学する[1]。9月、東京都目黒区中目黒四丁目に転居（空襲で奇跡的に生き残る[3]）。東京市立目黒高等女学校に編入学をする[1]。
- 1943年（昭和18年）9月、目黒区下目黒4丁目に転居[1]。
- 1947年（昭和22年）3月、目黒高等女学校を卒業する[1]。4月、実践女子専門学校・国文科に入学する[1]。6月、父の転勤に伴い一家は宮城県仙台市に転居[1]、邦子は弟と共に東京都港区麻布市兵衛町（現：六本木一丁目）にある母方の祖父母の家に寄宿する[1]。
- 1950年（昭和25年）、3月、実践女子専門学校を卒業[1]。4月、財政文化社に社長秘書として入社[1]。そのかたわら、東京セクレタリ・カレッヂ英語科夜間部に通う[1]。父の勤務先である東邦生命の社宅（杉並区久我山）から通勤。
- 1952年（昭和27年）、新聞の求人欄に「編集部員求ム」の広告を出していた雄鶏社に応募し採用され、雑誌『映画ストーリー』の編集に従事するかたわら市川三郎のもとで脚本を学ぶ。同時に、小森和子ら映画界などの人脈が出来る。
- 1960年（昭和35年）、5月、女性のフリーライター事務所「ガリーナクラブ」に参加[1]。12月24日、雄鶏社を退社する[1]。
- 1962年（昭和37年）、2月、東京都杉並区本天沼3丁目に転居[1]。3月よりラジオドラマ「森繁の重役読本」の放送開始、1969年まで2448回の脚本を執筆する[1]。
- 1964年（昭和39年）、2月、テレビドラマ『七人の孫』の脚本を執筆[1]。このころ離婚歴のあるドイツ語助教授と見合いをするも、「自分より収入の多い女は困る」という相手方の都合で破談となる。10月、東京都港区霞町（現在の西麻布3丁目）のアパートで独立生活を始める[1]。
- 1968年（昭和43年）、8月、タイ・カンボジアに初めての海外旅行[1]。
- 1969年（昭和44年）、2月、父・敏雄が心不全のため64歳で死去する[1]。
- 1970年（昭和45年）、テレビドラマ『北条政子』（永井路子原作）、『だいこんの花』脚本[1]。当時のテレビ界は、映画出身の作家に対しテレビラジオ出身の作家の待遇が悪く、その待遇改善のため、逸見稔が立ち上げた創作作家集団SHP・葉村彰子を植木昌一郎、松木ひろし・窪田篤人・津田幸夫らと担当。12月、東京都港区南青山五丁目のマンションへ転居[1]。以後終の住所となる。
- 1971年（昭和46年）、テレビドラマ『時間ですよ』脚本[1]。12月から翌月にかけて世界一周旅行[1]。
- 1972年（昭和47年）、『だいこんの花』パート2、パート3の脚本[1]。
- 1974年（昭和49年）、テレビドラマ『寺内貫太郎一家』、『だいこんの花』パート4、『時間ですよ・昭和元年』脚本[1]。
- 1975年（昭和50年）、10月、乳癌の手術を受ける[1]。術後は輸血による肝炎と右腕が動かない等の後遺症に苦しめられる。
- 1976年（昭和51年）、『銀座百点』で『父の詫び状』の連載を開始する[1]。当初は後遺症により右手が使えないため、左手で執筆していた。
- 1977年（昭和52年）、テレビドラマ『冬の運動会』、『だいこんの花』パート5の脚本[1]。
- 1978年（昭和53年）、妹の和子が小料理屋「ままや」を開店。テレビドラマ『家族熱』脚本[1]。初のエッセイ集『父の詫び状』刊行[1]。
- 1979年（昭和54年）、テレビドラマ『阿修羅のごとく』脚本[1]。
- 1980年（昭和55年）
  - 『源氏物語』（TBS）、土曜ドラマ『阿修羅のごとくI・II』、ドラマ人間模様『あ・うん』（NHK総合）の脚本で第17回ギャラクシー賞・選奨を受賞[13]。
  - 短篇の連作『思い出トランプ』収録の『花の名前』『かわうそ』『犬小屋』で第83回直木賞を受賞。
- 1981年（昭和56年）8月22日、取材旅行中の台湾苗栗県三義郷で遠東航空機墜落事故で死去。51歳没。
- 1983年（昭和58年）、向田の功績を記念して優れた脚本作家に対して与えられる「向田邦子賞」が創設された。
- 1997年（平成9年）、母校・実践女子大学（在学時は実践女子専門学校）図書館に「向田邦子文庫」が設立。
- 1998年（平成10年）、3月、「ままや」閉店[1]。
- 2008年（平成20年）、母・せい、死去。100歳没。
- 2014年 (平成26年)、実践女子大学渋谷キャンパス内に「向田邦子文庫展示室」が開設され、11月から一般公開もされている[14]。

## 受賞歴
- 1980年、『源氏物語』（TBS）、土曜ドラマ『阿修羅のごとくI・II』、ドラマ人間模様『あ・うん』（NHK）の脚本で第17回ギャラクシー賞・選奨を受賞[15]。
- 1980年、『思い出トランプ』収録の「花の名前」「かわうそ」「犬小屋」で第83回直木賞を受賞[1]。
- 1982年、第33回NHK放送文化賞を受賞[1]。

## 代表作
- 『向田邦子全集』（全3巻、文藝春秋、1987年）
- 『向田邦子全集〈新版〉』（全11巻、別巻2巻、文藝春秋、2009年 - 2010年）
- 『向田邦子シナリオ集』（全6巻、岩波現代文庫、2009年）

### テレビドラマ
- 『七人の孫』第1シリーズ（1964年、TBS）
- 『七人の孫』第2シリーズ（1965年、TBS）
- 『だいこんの花』第1シリーズ（1970年、NET）
- 『鬼退治』（1971年、NET）
- 『夜の学校』（1971年、NET）
- 『時間ですよ』第2シリーズ（1971年、TBS）
- 『七つちがい』（1971年、日本テレビ）
- 『新・だいこんの花』第2シリーズ（1972年、NET）
- 『桃から生まれた桃太郎』（1972年、NHK総合）[16]
- 『おかめひょっとこ』（1972年、毎日放送）
- 『パパと呼ばないで』（1972年、日本テレビ）
- 『だいこんの花』第3シリーズ（1972年、NET）
- 『時間ですよ』第3シリーズ（1973年、TBS）
- 『寺内貫太郎一家』（1974年、TBS）
- 『時間ですよ・昭和元年』（1974年、TBS）
- 『だいこんの花』第4シリーズ（1974年、NET）
- 『寺内貫太郎一家2』（1975年、TBS）
- 『七色とんがらし』（1976年、NET）
- 『冬の運動会』（1977年、TBS）
- 『眠り人形』（1977年、TBS）
- 『最後の自画像』（1977年、NHK総合）
- 『だいこんの花』第5シリーズ（1977年、テレビ朝日）
- 『せい子宙太郎‐忍宿借夫婦巷談』（1977年、TBS）
- 『家族熱』（1978年（昭和53年）、TBS）
- 『カンガルーの反乱』（1978年、テレビ朝日）
- 『阿修羅のごとく』（1979年、NHK総合）
- 『家族サーカス』（1979年、フジテレビ）
- 『愛という字』（1979年、TBS）
- 『源氏物語』（1980年、TBS）
- 『阿修羅のごとく パートII』（1980年、NHK総合）
- 『あ・うん』（1980年、NHK総合）
- 『幸福』（1980年、TBS）
- 『蛇蠍のごとく』（1981年、NHK総合）
- 西武スペシャル『隣りの女　現代西鶴物語』（1981年、TBS）
- 『続あ・うん』（1981年、NHK総合）

向田邦子新春シリーズ（原案）
- 『夜中の薔薇』(1985年)
- 『眠る盃』　　(1985年)
- 『冬の家族』 （1985年）
- 『女の人差し指』（1986年）
- 『麗子の足』（1987年）
- 『男どき女どき』（1988年）
- 『わが母の教えたまいし』（1989年）
- 『隣の神様』（1990年）
- 『女正月』（1991年）
- 『華燭』（1992年）
- 『家族の肖像』（1993年）
- 『いとこ同志』（1994年）
- 『風を聴く日』（1995年）
- 『響子』（1996年）
- 『空の羊』（1997年）
- 『終わりのない童話』（1998年）
- 『小鳥のくる日』（1999年）
- 『あ・うん』（2000年）
- 『風立ちぬ』（2001年）

向田邦子終戦特別企画シリーズ（原案）
- 『いつか見た青い空』(1995年)
- 『言うなかれ、君よ、別れを』(1996年)
- 『蛍の宿』(1997年)
- 『昭和のいのち』(1998年)
- 『あさき夢みし』(1999年)

### 小説・エッセイ
- 『寺内貫太郎一家』（サンケイ新聞社出版局、1975年）ISBN 4-10-129401-1
- 『父の詫び状』（文藝春秋、1978年）ISBN 4-16-727721-2
- 『眠る盃』エッセイ『字のない葉書』を収録（講談社、1979年）ISBN 4-06-131768-7
- 『無名仮名人名簿』（文藝春秋、1980年）ISBN 4-16-727703-4
- 『思い出トランプ』（新潮社、1980年）ISBN 4-10-129402-X
- 『あ・うん』（文藝春秋、1981年）ISBN 4-16-727720-4
- 『霊長類ヒト科動物図鑑』（文藝春秋、1981年）ISBN 4167277050
- 『隣りの女』（文藝春秋、1981年）ISBN 4-16-727704-2
- 『夜中の薔薇』（講談社、1981年）ISBN 4-06-183182-8
- 『女の人差し指』（文藝春秋、1982年）ISBN 4-16-727706-9
- 『男どき女どき』（新潮社、1982年）ISBN 4-10-129404-6
- 『向田邦子全対談集』（世界文化社、1982年）ISBN 4-16-727707-7
- 『幸福』（新潮社、1985年）ISBN 4-10-129406-2
- 『冬の運動会』（新潮社、1985年）ISBN 4-10-129405-4
- 『家族熱』（新潮社、1986年）ISBN 4-10-129407-0
- 『蛇蠍のごとく』（新潮社、1986年） ISBN 9784101294087
- 『森繁の重役読本』（ネスコ、1991年）ISBN 9784167277086
- 『向田邦子・映画の手帖：二十代の編集後記より』向田邦子著、上野たま子、栗原敦編（徳間書店、1991年 ）ISBN 4-19-890596-7
- 『だいこんの花 前篇・後篇 』（新潮社、1991年）ISBN 4-10-129409-7 ISBN 4-10-129410-0
- 『源氏物語・隣りの女』（新潮社、1991年）ISBN 4-10-129411-9
- 『六つのひきだし：「森繁の重役読本」より』（ネスコ、1993年）ISBN 9784890368600
- 『愛という字：東芝日曜劇場名作集』（ラインブックス、1993年）ISBN 9784847011856
- 『眠り人形』（ラインブックス、1993年）ISBN 4-8470-1181-3
- 『忍宿借夫婦巷談：せい子宙太郎 上・下』（ラインブックス、1994年）ISBN 4-8470-1199-6 ISBN 4-8470-1200-3
- 向田邦子原作[注 1]、中野玲子著 『愛という字』（文藝春秋、1996年）ISBN 4-16-727712-3
- 向田邦子原作、中野玲子著『せい子・宙太郎 上・下』（文藝春秋、1996年）ISBN 4-16-727709-3 ISBN 4-16-727710-7
- 向田邦子原作、中野玲子著『眠り人形』（文藝春秋、1996年）ISBN 4-16-727711-5
- 向田邦子原作、中野玲子著『きんぎょの夢』（文藝春秋、1997年）ISBN 4-16-727714-X
- 向田邦子原作、中野玲子著『冬の運動会』（文藝春秋、1998年）ISBN 4-16-727715-8
- 向田邦子原作、中野玲子著『蛇蠍のごとく』（文藝春秋、1998年） ISBN 4-16-727716-6
- 向田邦子原作、中野玲子著『阿修羅のごとく』（文藝春秋、1999年）ISBN 4-16-727717-4
- 向田邦子原作、中野玲子著『桃から生まれた桃太郎』（文藝春秋、1999年）ISBN 4-16-727718-2
- 向田邦子原作、中野玲子著『家族熱』（文藝春秋、1999年）ISBN 4-16-727719-0
- 向田邦子、向田和子著『向田邦子 暮しの愉しみ』（新潮社、2003年）ISBN 4-10-602103-X
- 松本清張、向田邦子著『駅路/最後の自画像』（新潮社、2009年）ISBN 4-10-320438-9

東京書籍発行の中学校3年生の国語の教科書に『ごはん』、教育出版、光村図書発行の中学校2年生の国語の教科書及び学校図書発行の中学校1年生の国語の教科書に『字のないはがき』が掲載されている。また、東京書籍の平成18年度から21年度採用の教科書（中学校3年生）の資料偏にも『字のないはがき』が掲載されている。

## 関連書籍
- 山口瞳 『木槿の花』（新潮社、1982年）ISBN 4-10-111126-X
- 向田保雄 『姉貴の尻尾：向田邦子の想い出』（文化出版局、1983年）ISBN 4-06-185354-6
- 黒柳徹子 『マイ・フレンズ』（新潮社、1986年）ISBN 4-10-133403-X
- 文藝春秋編『向田邦子ふたたび』（文藝春秋、1986年）ISBN 4-16-810004-9
- 松原惇子 『クロワッサン症候群』（文藝春秋、1988年） ISBN 9784167117030
- 向田和子編『向田邦子の手料理』（講談社、1989年）ISBN 4062043173
- 『向田邦子の世界：没後十年いまふたたび』（「向田邦子の世界展」実行委員会、1991年）
- 向田邦子研究会編『素顔の幸福：向田邦子研究会誌』（向田邦子研究会、1992年）
- 久世光彦 『触れもせで：向田邦子との二十年』（講談社、1992年）ISBN 4-06-263075-3
- 平原日出夫 『向田邦子のこころと仕事：父を恋ふる』（小学館、1993年）ISBN 4-09-387103-5
- 向田和子 『かけがえのない贈り物：ままやと姉・邦子』（文藝春秋、1994年）ISBN 4163496505
- 橘芳慧 『八丁堀・猫ものがたり：向田邦子さんの贈り物』（河出書房新社、1995年）ISBN 9784309901459
- 松田良一 『向田邦子心の風景』（講談社、1996年）ISBN 4-06-208084-2
- 木戸みどり 『娘の眼：向田邦子の作品における父親像』（近代文芸社、1995年）ISBN 4-7733-3034-1
- 久世光彦 『夢あたたかき：向田邦子との二十年』（講談社、1995年）ISBN 406207088X
- 山根美奈 『プーリアの夏：向田邦子とKと私』（ネスコ、1997年）ISBN 9784890369454
- 『向田邦子全集自立語索引』（実践女子学園、1998年）
- 向田邦子研究会 『向田邦子熱』（いそっぷ社、1998年）ISBN 4-900963-06-2
- 小林竜雄 『向田邦子最後の炎』（読売新聞社、1998年）ISBN 4-12-203732-8
- 上野たま子 『向日葵と黒い帽子：向田邦子の青春・銀座・映画・恋』（KSS出版、1999年）ISBN 4877093176
- 向田和子編 『向田邦子の青春：写真とエッセイで綴る姉の素顔』（ネスコ、1999年）ISBN 4890369988
- 小林竜雄 『向田邦子ワールドの進化：没後20年を迎え、今初めて明かされるドラマと小説の謎』（小学館、2000年）ISBN 4-09-404601-1「向田邦子の全ドラマ」の増補
- 『向田邦子を旅する。』（マガジンハウス、2000年）ISBN 4-8387-8302-7
- 井上謙、神谷忠孝編『向田邦子鑑賞事典』（翰林書房、2000年）ISBN 4-87737-108-7
- 高島俊男 『メルヘン誕生：向田邦子をさがして』（いそっぷ社、2000年）ISBN 4-900963-13-5
- 平原日出夫編 『向田邦子・家族のいる風景 : 実践女子大学・実践女子短期大学公開市民講座』（清流出版、2000年）ISBN 4-916028-73-2
- 向田和子 『向田邦子の遺言』（文藝春秋、2001年）ISBN 4-16-715607-5
- 向田和子 『向田邦子の恋文』（新潮社、2002年）ISBN 4104554014
- 相庭泰志構成『向田邦子をめぐる17の物語』（KKベストセラーズ、2002年）ISBN 4-584-18648-0
- 小林竜雄 『向田邦子恋のすべて』（中央公論新社、2003年） ISBN 978-4-12-204856-0
- 太田光 『NHK 知るを楽しむ 私のこだわり人物伝』2005年6・7月号（NHK出版協会・6月放送分）ISBN 414189124X
- 岩淵宏子編 『ジェンダーで読む愛・性・家族』（東京堂出版、2006年） ISBN 4-490-20596-1
- 川本三郎責任編集 『久世光彦の世界：昭和の幻景』（柏書房、2007年） ISBN 978-4-7601-3084-9
- 上野たま子 『雑誌記者向田邦子』（扶桑社、2007年）ISBN 978-4-594-05499-1「向日葵と黒い帽子」の増訂
- 川本三郎『向田邦子と昭和の東京』（新潮社、2008年）ISBN 978-4-10-610259-2
- 小林竜雄 『久世光彦vs.向田邦子』（朝日新聞出版、2009年）ISBN 9784022732606
- 『向田邦子テレビドラマ全仕事完全版』（東京ニュース通信社、2011年）ISBN 978-4-86336-162-1
- 『文藝別冊 向田邦子 総特集：脚本家と作家の間で』（河出書房新社、2013年、増補版2021年） ISBN 978-4309980317
- 太田光 『向田邦子の陽射し』 （文藝春秋、2014年） ISBN 978-4-16-790039-7
- オール讀物責任編集『向田邦子を読む』（文藝春秋・文春ムック、2018年／文春文庫、2021年）
- 『親愛なる向田邦子さま』（河出書房新社、2022年）。24名のアンソロジーエッセイ集

### 電子版
- 現存する主なテレビ脚本を電子書籍「TVガイド文庫」として、株式会社ニュース企画より刊行中。

### その他
- 向田邦子作品集「隣りの女」より～『隣りの女』『胡桃の部屋』～CD3枚組 （日本音声保存）

## 出演

### テレビ番組
- 第31回NHK紅白歌合戦（1980年12月31日、NHK総合・ラジオ第1） - 審査員

## 演じた女優
- 三田佳子
  - テレビドラマ『向田邦子ふたたび -黄色い薔薇が好きだった-』（1988年、日本テレビ）
- 山口智子
  - テレビドラマ『向田邦子の恋文』（2004年、TBS）
- 栗田桃子
  - 舞台『くにこ』（2010年[注 4]、2012年 - 2014年、2015年、文学座）
- 美村里江（ミムラ）
  - テレビドラマ『おまえなしでは生きていけない 〜猫を愛した芸術家の物語〜 第三夜 向田邦子 愛猫だけが見ていた人気脚本家の涙』（2011年、NHK BSプレミアム）
  - テレビドラマ『トットてれび』（2016年、NHK総合）
- 山田真歩
  - テレビドラマ『トットちゃん!』（2017年、テレビ朝日）